# Hyttsjön (Söderbärke socken, Dalarna)
Hyttsjön är en sjö i Smedjebackens kommun i Dalarna och ingår i Dalälvens huvudavrinningsområde.